# Obere Raineralm
Die Obere Raineralm (auch Rainer-Hochalm) ist eine Alm in der Gemeinde Dorfgastein im österreichischen Bundesland Salzburg.

## Lage und Charakteristik
Die Obere Raineralm liegt an den westlichen Hängen der Gasteiner Höhe in der Ankogelgruppe. Sie befindet sich in der Ortschaft Maierhofen und in der Katastralgemeinde Klammstein. Sie gehört ebenso wie die Untere Raineralm zum Rainergut in Klammstein. Die Obere Raineralm wird als Galtvieh-Alm geführt. Sie ist Teil des Eigenjagdgebiets Rainerbauernjagd.
Eine Almhütte steht auf einer Höhe von 1726 m ü. A. Es handelt sich um einen Neubau. Das Gelände fällt Richtung Westen zum Gamsgrabenbach ab, einem rechtsseitigen Nebenbach der Gasteiner Ache. Bergaufwärts im Osten beginnt das 867,05 ha große Naturschutzgebiet Paarseen-Schuhflicker-Heukareck. Südlich der Oberen Raineralm erstreckt sich eine Rotwild-Ruhezone, die von 1. November bis 31. Mai nicht betreten werden darf. Im alpinen Ödland im Osten wächst die Rostblättrige Alpenrose (Rhododendron ferrugineum).

## Geschichte
Im von 1823 bis 1830 erstellten Franziszeischen Kataster ist die Alm als Arhornachalpe mit einem Gebäude verzeichnet.